# Katrinas
Katrinas so slovenski ženski vokalni tercet, nastal leta 1999, ki goji večglasno vokalno glasbo, njihova posebnost pa je tudi a cappella petje. Prvotno zasedbo so sestavljale Katarina Habe, Eva Hren in Marija Pirnat Trampuž. Slednji dve sta se po več letih sodelovanja odločili za samostojno glasbeno pot, skupini pa sta se pridružili Sanja Mlinar in Petra Grkman. V sestavi Habe-Mlinar-Grkman sta bila posneta albuma Na prepihu sanj in Katrinas live. Leta 2011 je Grkmanovo zamenjala Neža Drobnič Bogataj, ki je v skupini ostala do leta 2014, ko se je vanjo vrnila Grkmanova.
Najbolj znane so po zmagi na Slovenski popevki 2001 s skladbo »Letim«.
Na Popevki so ponovno slavile – zopet po izboru strokovne žirije – dve leti pozneje s pesmijo »Zelen žafran«.
V svojih več kot 15 letih delovanja so izdale 4 albume. Večina njihovih avtorskih skladb je delo Roka Goloba, Katarininega moža.

## Festivali

### Melodije morja in sonca
- 2000: »Kot pravljica«
- 2015: »Do neba« [10. mesto]

### Slovenska popevka
- 2000 (Orion): »Ariana«
- 2001: »Letim« − nagrada žirije za najboljšo skladbo v celoti
- 2003: »Zelen žafran« – nagrada žirije za najboljšo skladbo v celoti
- 2005: »Na prepihu sanj« [9. mesto]
- 2007: »Pridi!« [12. mesto]

### Hit festival
- 2001: »Moj planet«

### EMA
- 2002: »Ocean« [6. mesto (polfinale)]
- 2004: »Živa« [7. mesto (polfinale)]
- 2006: »Najdi me« [7. mesto]

## Diskografija

### Albumi
- Slovo tisočletju (1999) – album priredb tujih in slovenskih evergreenov
- Letim (2001)
- Na prepihu sanj (2005)
- Katrinas live (2009)
- Žarki za srce (2015)

### Videospoti
- Letim
- Vulkan
- Nevihtni ples (2008)
- Hočem še (2010) – feat. Cherie Lucas
- Čutim easy groove (2011)
- V ritmu sanj (2013)
- Funky beat (2014) – feat. Cherie Lucas